# Senice (vattendrag)
Senice är ett vattendrag i Tjeckien.   Det ligger i regionen Zlín, i den östra delen av landet, 270 km öster om huvudstaden Prag.